# Oscar za nejlepší celovečerní dokumentární film
Cena Akademie za nejlepší celovečerní dokumentární film je cena udělována americkou Akademií filmového umění a věd nejlepším dokumentárním filmům. V roce 1941 byly první ceny za celovečerní dokumentární filmy uděleny jako zvláštní ceny filmům Kukan a Target for Tonight.  Od té doby jsou udělovány každoročně, uděleny nebyly jen roku 1946.  Kopie každého vítězného filmu (spolu s kopiemi většiny nominovaných) jsou uloženy do filmového archivu Akademie.